# Niels Van Dorsselaer
Niels Van Dorsselaer, né le 25 février 1992 à Flobecq, est un coureur cycliste belge.

## Palmarès
- 2011[1]
  - Kermesse de Bavegem
- 2012
  - Kermesse de Porcheresse
- 2013
  - Kermesse de Flobecq
  - Kermesse de Wodecq
  - Kermesse de Gijzenzele
  - Kermesse de Sinaai-Waas
  - 2e de la Kermesse de Denderwindeke
  - 2e de De Klinge St Gillis Waas
  - 2e de Nieuwerkerken - Aalst
  - 2e de Herzele-Borsbeek
  - 3e de la Kermesse de Sinaai
  - 3e de la Kermesse de Drongen
- 2014
  - Champion de Flandre-Occidentale espoirs
  - Mémorial Danny Jonckheere
  - Erembodegem-Terjoden
  - Kermesse d'Herzele
  - 2e de Sint-Martens Lierde
  - 2e de l'Omloop van de Grensstreek
  - 2e de la Kermesse d'Aarsele
  - 2e de la Kermesse de Bottelare
  - 2e du Grand Prix d'Escaudœuvres
  - 3e de la Kermesse d'Anvaing